# Lars Hamberg
För den finlandssvenske författaren och kritikern Lars Hamberg se Lars Hamberg (författare)
Nils Laurentius (Lars) Hamberg, född den 4 april 1930, död den 7 december 1995, var en svensk journalist, radioproducent och redaktionschef, verksam inom Sveriges Radio.

## Biografi
Hamberg föddes i Vilhelmina den 4 april 1930. Han var son till kyrkoherden i Grundsunda Sven Hamberg och Vendla Hamberg född Jonsson.
Lars Hamberg inledde sin publicistiska bana 1956 som chefredaktör för den då nya veckotidningen Länsposten Jämtbygden, vilken dock lades ner redan 1958. Han anställdes vid Sveriges Radios nyhetsredaktion år 1963, och kom senare att arbeta inom radiounderhållningen. Bland annat var han engagerad i program som På väg, Ordtennis, Frågvisarna, Frukostklubben och den sista omgången av Vi som vet mest och var den förste programledaren för Ring så spelar vi, när programserien startade år 1968. Han var värd för radioprogrammet Sommar vid flera tillfällen år 1966 och 1967.
År 1970 blev Lars Hamberg chef för Sveriges Radio i Malmö, där han också ägnade sig åt en del TV-produktion. Under ett par år i slutet av 1980-talet var han chef för Sveriges Radios utlandsprogram, Radio Sweden. Därefter återvände han till Malmö, där han arbetade i programproduktionen.
Lars Hamberg var brorson till radiomannen Per-Martin Hamberg.
I flera artiklar och en bok skildrade han samhället Stugun i Jämtland. och medverkade även i historieverket Malmö stads historia. Han ligger begravd på Limhamns kyrkogård i Malmö.